# Zákaznický servis
Zákaznický servis je proces, probíhající mezi odběratelem, dodavatelem, popřípadě třetí osobou. Je měřítkem správně fungujícího logistického systému z pohledu tvorby užitné hodnoty času a místa pro konkrétní produkt a službu. Příkladem zákaznického servisu může být například zapojení zákazníků do závěrečného hodnocení, což by mělo vést ke zlepšení kvality.
Zákaznický servis je možno rozdělit do tří skupin:
- předprodejní servis,
- prodejní servis,
- poprodejní servis.

## Předprodejní servis
Předprodejní složky zákaznického servisu musí být dostupné ještě předtím, než se podnik začne věnovat zákaznickému servisu. Obvykle jsou spjaty se strategií daného podniku. Do oblasti předprodejního servisu lze zařadit:
- písemné prohlášení o zákaznickém servisu,
- předání prohlášení o zákaznickém servisu zákazníkovi,
- organizační struktura,
- pružnost systému,
- manažerské služby.

Písemné prohlášení o zákaznickém servisu – písemné prohlášení o zákaznickém servisu by mělo obsahovat určité standardy, které by měly být v souladu s potřebami zákazníků. Konkrétně se jedná o měřítka, která umožní vyhodnotit to, jak je servis výkonný.
Předání prohlášení o zákaznickém servisu zákazníkovi – předáním prohlášení o zákaznickém servisu zákazníkovi tak podnik zákazníka informuje o tom, co může od servisu očekávat. Toto prohlášení by mělo obsahovat také informace, jak má zákazník postupovat v případě nedodržení podmínek ze strany podniku.
Organizační struktura – hlavní úkol organizační struktury je takový, aby umožnila externí a interní komunikační politiku danému podniku a zároveň aby zajistila výkonnost a případné nápravné akce. Organizační struktura nemusí být ve všech podnicích uskutečňována podle stejných pravidel, ale musí plnit stěžejní úkol, kterým je zabezpečení dosahování stanovených cílů. Pro zákazníka je v rámci organizační struktury podstatné, aby měl co nejsnadnější přístup k lidem, kteří mohou zodpovědět jeho otázky a přímo se podílejí na uspokojování jeho potřeb.
Pružnost systému – v každém systému se mohou vyskytnout nepředvídané a nahodilé události. Proto je důležité, aby byly v systému začleněny plány pro případ, že takové situace nastanou. Organizace může následně velmi pružně reagovat na jejich výskyt.
Manažerské služby – manažerské služby poskytují organizace například při reklamním prodeji, objednávání atd. Služby mohou být jak bezplatné, tak i placené a nejčastěji je podniky poskytují ve formě příruček, manuálů čí seminářů.

## Prodejní servis
Složkami prodejního servisu jsou služby, které jsou spojovány s pojmem zákaznický servis. Zpravidla je složkám prodejního servisu věnována největší pozornost, jelikož jsou bezprostředně spojeny s dodávkou požadovaného zboží zákazníkovi. Zařazují se sem následující položky:
- úroveň vyčerpání zásob,
- informace o stavu objednávky,
- přesnost systému,
- rovnoměrnost cyklu objednávky,
- speciální řešení dodávek,
- redistribuce,
- snadnost objednávání,
- substituce produktů.

Úroveň vyčerpání zásob – jedná se o informace týkající se dostupnosti produktů. Skladování všech nabízených produktů je z hlediska nákladů velmi neekonomické. Z toho důvodu je nutné sledovat, co zákazník nejčastěji objednává a v jakém množství. Díky tomu je výrobci umožněno předcházet problémům spojeným s držbou nesprávné výše zásob.
Informace o stavu objednávky – zákazník vyžaduje podrobné informace týkající se jeho objednávky. Tento zákaznický požadavek roste v souvislosti se snadnou dostupností výpočetní techniky. Zákazník chce být informován především o dostupnosti zboží, stavu objednávky a předpokládaném datu dodání zboží. Objednávky by měly být sledovány jednak podle produktů a jednak podle jednotlivých zákazníků, aby bylo možné rychle reagovat na případné problémy.
Přesnost systému – informace, které zákazník o své objednávce obdrží, musí být maximálně přesné. Případné nepřesnosti musí být co nejdříve odhaleny, aby se předcházelo vzniku dodatečných nákladů ze strany zákazníka či dodavatele.
Rovnoměrnost cyklu objednávky – cyklus objednávky je celková doba od objednání zákazníkem až po samotné přijetí zboží/služby. Do objednacího cyklu patří podání objednávky, následné zadání do systému, vyřízení, kompletace a balení, doba přepravy a vlastní proces dodání zboží. Doby jednotlivých složek cyklu objednávky by měly být rovnoměrné, neboť to vnímají zákazníci více než absolutní délku cyklu. Podniky se všeobecně snaží, aby docházelo ke snižování celkové doby cyklu objednávek.
Speciální řešení dodávek – nestandardní objednávky, které není možno vyřídit obvyklým způsobem, jsou řešeny individuálně. Jedná se např. o speciální požadavky na způsob expedice nebo dodání. Individuální řešení s sebou však přináší výrazné náklady, proto musí podniky předem jasně stanovit, jaké zakázky mohou být tímto způsobem řešeny a jaké nikoliv. Ochota řešit speciální požadavky je ze strany zákazníka hodnocena velmi kladně a lze díky ní zvýšit zákazníkovu loajalitu a věrnost.
Redistribuce – redistribuce spočívá v přepravě zboží mezi různými distribučními místy podniku. Jejím cílem je předejít vyčerpání zásob na jednotlivých distribučních místech. Pro redistribuci je nutné stanovit přesná pravidla, a to tak, aby bylo dosaženo rovnováhy s dalšími nástroji, které řeší potenciální problém vyčerpání zásob.
Snadnost objednávání – zákazník dává přednost objednávkám u dodavatelů, kteří jsou více „uživatelsky příjemní“. Cílem podniků je tak vytvořit přehledné objednací formuláře, zajistit jednoduchost a rychlost telefonických objednávek apod. Případné problémy s objednávkami je nutné monitorovat a následně co nejrychleji vyřešit.
Substituce produktů – substituce produktů je možné v případě, kdy zákazníkem objednané zboží není skladem, ale lze jej nahradit jiným balením stejného produktu popř. produktem s podobnými vlastnostmi. Je dokázáno, že schopnost poskytnout zákazníkovi přijatelnou náhradu může vést k výraznému zlepšení úrovně zákaznického servisu.

## Poprodejní servis
Poprodejní servis je třetí a poslední složkou po servisu předprodejním a prodejním uzavírající kompletní proces zaměřený na zákazníka – marketing. Poprodejní složky celého servisu skýtají podporu výrobku či služby od okamžiku, kdy je klient obdrží.
Když se podíváme do historie, byla tato složka často opomíjena, ba dokonce nebyla řešena vůbec. Důvodů může být spousta, ale k jednomu se obecně přiklání nejvíce – právě v dřívějších dobách, na rozdíl od současnosti, nebylo zvykem stěžovat si na zboží nebo služby. Pro firmy je dnes důležité nejen nové zákazníky získávat, ale především udržovat si ty stálé a věrné. Neztratit však svého loajálního klienta je velmi obtížné, a právě proto je nesmírně významné dbát na kvalitu poprodejního servisu.
Samotný poprodejní servis obsahuje následující položky:
- instalace, záruky, náhradní díly a opravy,
- sledování produktů,
- stížnosti klientů, reklamace, vratky zboží,
- náhrady produktů.

Instalace, záruky, náhradní díly a opravy – všechny tyto položky by měly hrát velkou roli v rozhodování ohledně nákupu. To platí především u nakupování produktů tzv. investiční povahy. U nich se totiž často setkáváme s tím, že náklady na položky poprodejního servisu běžně převyšují náklady na daný kus zboží.
Sledování produktů – v tomto případě hovoříme o specifickém druhu evidování všech výrobků a služeb. Díky této evidenci může podnik sledovat a hlídat veškeré prodané položky. Nejen že přehled umožní zjistit, kdy a co bylo prodáno, ale také je dohledatelné komu. Jestliže by nastal jakýkoli problém ze strany prodejce, je schopný vyhledat konkrétního uživatele, jemuž byl dodán například vadný kus, a kontaktovat jej. Ačkoli se to nestává často, občas se na trhu objeví potenciálně nebezpečný výrobek, který je třeba neprodleně stáhnout z prodeje na trhu a ohlásit to všem kupujícím. Právě tento systém to umožní tou nejjednodušší a nejrychlejší cestou.
Stížnosti klientů, reklamace, vratky zboží – stížnost vzniká v případě, že je zákazník nespokojený s nakoupeným výrobkem či službou. Podá tedy stížnost, námitku společnosti a ta dbá na to, aby bylo vše vyřešeno v co nejkratší lhůtě a ke spokojenosti zákazníka. Každá společnost musí mít připravený postup k řešení nastalých zákaznických stížností, kterým by se měli zaměstnanci společnosti řídit. Jedná se zejména o informační systém. Stížnost by zaměstnanci společnosti měli brát jako kladný fakt, jelikož podáním stížnosti ukazuje zákazník svůj zájem o výrobek.
V současné době dochází k situacím, kdy zákazník raději stížnost nepodá a přejde rovnou ke konkurenci. Je tedy lepší, když společnost stížnosti obdrží, neboť je to pro ni informace, co zlepšovat a jakým směrem se vydat dále.
Se stížnostmi zákazníků velmi úzce souvisí reklamace a vratky zboží, respektive na sebe navazují. Společnost by se měla vyhnout reklamacím a vratkám zboží, jelikož to zvyšuje náklady.
Náhrady produktů – náhrady produktů jsou další významnou položkou poprodejního servisu. Pokud má zákazník určitý výrobek v servisu, je mu nabídnut dočasně náhradní produkt. Nejčastěji se s tímto můžeme setkat v automobilovém průmyslu, kdy společnost zákazníkovi bezplatně zapůjčí jiný automobil po dobu, kdy je jeho vozidlo v servisu. Cílem je snížit zákazníkovu nespokojenost. Touto službou si společnost získá loajálnost a věrnost zákazníků, která je pro společnost velice důležitá.